# TVV 65–72
Die TVV 65–72 waren Personenzug-Schlepptender-Dampflokomotiven der Theißbahn (Tiszavidéki Vasút, TVV).
Die TVV bestellte ihre acht Personenzuglokomotiven 1859 in Österreich bei Günther in Wiener Neustadt. Die Fahrzeuge hatten einen Innenrahmen und eine innen liegende Steuerung. Der Stanitzelrauchfang wurde später ersetzt. Statt der zum Schutz des Personals vorhandene Brille wurde ein richtiges Führerhaus installiert.
Als die TVV 1880 verstaatlicht wurde, kamen die Lokomotiven zu den Ungarischen Staatsbahnen (MÁV), die ihnen zunächst die Nummern 381–388, im zweiten Schema die Kategorie IIg mit der Nummern 1191–1198 zuwies. Im ab 1911 gültigen dritten Schema wurden die verbliebenen Lokomotiven dann als 255,001–002 bezeichnet.